# Harriet Krijgh
Harriet Krijgh (1991) is een Nederlandse celliste. Krijgh bespeelt een cello uit het jaar 1690 gebouwd door Hendrik Jacobs te Amsterdam, aan haar uitgeleend door het Nationaal Muziekinstrumenten Fonds.

## Levensloop
Haar eerste cellolessen kreeg zij op vijfjarige leeftijd van Johannes Eisenmeier. In 2000 werd zij toegelaten tot de Jong Talent-klas van Lenian Benjamins aan het Utrechts Conservatorium, waar zij ook les kreeg van Jeroen den Herder en Elias Arizcuren. Krijgh woont sinds 2004 in Wenen. Hier vervolgde zij haar studie bij Lilia Schulz-Bayrova en Jontscho Bayrovaan aan het Konservatorium Wien Privatuniversität.
Naast haar studie kreeg Krijgh privélessen en masterclasses van Stephen Isserlis, Dmitri Ferschtman, Clemens Hagen en Frans Helmerson.
Krijgh maakte van september 2019 tot mei 2021 deel uit van het Artemis Quartet.

### Optredens
Naast regelmatige concerten en solorecitals in Wenen speelt Krijgh vaak in kamermuziekfestivals, zoals het Haydn Festival Eisenstadt, Diabelli Summer, St.Gallen, Trigonale en Hagen Open. Ze was twee seizoenen artistiek leider van het Internationaal Kamermuziek Festival Utrecht. In Nederland gaf zij recitals in het Concertgebouw Amsterdam, "de Doelen" Rotterdam en Muziekcentrum Vredenburg te Utrecht. In 2011 maakte Krijgh een concertreis door Azië. In Korea speelde zij een aantal recitals en in Vietnam het Triple Concert en de Roccoco-variaties. In 2012 debuteerde Krijgh in het Konzerthaus Wien met de Haydn-C- en D-concerten.

## Prijzen
- In 2008 werd Krijgh eersteprijswinnaar en winnaar van de Laureatenprijs van het Prinses Christina Concours.
- Zij won de eerste prijs tijdens de landelijke finale van het Prima la Musica Concours in Oostenrijk en de eerste prijs in haar leeftijdscategorie en de speciale Nicole Janigro Award tijdens het Antonio Janigro Cello Concours in Kroatië.
- In 2010 won Krijgh de eerste prijs in de Fidelio Competition in Wenen. In 2012 won ze het Nationaal Celloconcours tijdens de Amsterdamse Cello Biënnale.

## Discografie
Haar eerste albums verschenen bij het label Capriccio. Sinds april 2018 heeft zij een exclusief contract bij Deutsche Grammophon.
- The French album (2012)
- Haydn – Cello Concertos (2012)
- Brahms: The Cello Sonatas (2013)
- Elegy (2014)
- Rachmaninov (2015)
- Vivaldi (2019)
- Silent Dreams (2021)
- Dvorak & Elgar: Cello Concertos (2024)